# Thermococci
Los termococos (Thermococci) son unan clase de  arqueas del filo Methanobacteriota. Viven en ambientes extremadamente calientes como fuentes hidrotermales con una temperatura óptima de crecimiento superior a 80 °C. Thermococcus y Pyrococcus (literalmente "bola de fuego") son ambos quimiorganotrofos anaerobios obligados. Thermococcus prefiere 70-95 °C, mientras que para Pyrococcus es 70-100 °C. Palaeococcus helgesonii es un microorganismo recientemente descubierto en el mar Tirreno, quimioheterótrofo aerobio o microaerobio que crece a temperaturas de 45-85 °C con un óptimo de aproximadamente 80 °C. 
Thermococcus gammatolerans sp. nov es un microorganismo descubierto recientemente en el Guaymas Basin que se desarrolla enter los 55-95 °C con un óptimo de aproximadamente 88 °C. con un PH óptimo de 6 y es el organismo con mayor Radioresistencia soportando una irradiación de rayos gamma de 30KGY